# تورپ، داربی‌شر
تورپ (به انگلیسی: Thorpe) یک روستا و محله مدنی در بریتانیا است که در داربی‌شر دالس واقع شده‌است. تورپ ۱۸۳ نفر جمعیت دارد.